# Негован (дем Лерин)
Вижте пояснителната страница за други значения на Негован.
Нèгован (на гръцки: Φλάμπουρο, Фла̀мбуро, катаревуса: Φλάμπουρον, Фламбурон, до 1928 Νεγοβάνη, Неговани,на албански: Negovan) е село в Република Гърция, в дем Лерин (Флорина), област Западна Македония, като мнозинството от жители му са арванити.

## География
Селото е разположено на 15 километра южно от демовия център Лерин (Флорина) в северното подножие на планината Радош (Мала река).

## История

### В Османската империя
В османски данъчни регистри на християнското население от вилаета Филорине от 1626 – 1627 година е отбелязано, че Негован има 15 джизие ханета (домакинства).
„Негованъ... имаше 150 кѫщи, всички почти арнаутски, заселени тукъ изъ Епиръ (Аргирокастро). Това хубаво селце е отдалечено 2 часа нѣщо отъ Росна. Тукъ има и 20 влашки кѫщи. Селото сѫществува отъ 30 години насамъ. Повечето отъ жителитѣ му работятъ въ Ромѫния дюлгерликъ. Единъ пратенникъ отива въ Ромѫния единъ пѫть въ годината, събира пари за останалитѣ тука фамилии и се връща.“
В началото на XIX век Негован е българско село, но почти цялото му българско население го напуска по време на размириците в началото на века и към средата на века в него се заселват албанци християни и малко влашки семейства от Епир. Според Васил Кънчов („Македония. Етнография и статистика“) селото е възстановено около 1860 година от албанци преселници от село Пликати, Коницко. В „Етнография на вилаетите Адрианопол, Монастир и Салоника“, издадена в Константинопол в 1878 година и отразяваща статистиката на населението от 1873 година Негован е посочено три пъти – един път като Неговин (Négovine), село в Леринска каза с 60 домакинства и 126 жители българи, втори път като Неговани (Négovani) отново в Леринска каза с 45 домакинства със 160 жители българи и трети път като Негован (Négovane) в Костурска каза с 20 домакинства и 85 жители албанци.
В края на XIX век Негован е голямо село с християнско гъркоманско албанско и влашко население. Според статистиката на Васил Кънчов („Македония. Етнография и статистика“) в 1900 година Негован има 620 жители арнаути и 100 жители власи.
На Етнографската карта на Битолския вилает на Картографския институт в София от 1901 година Неговар е смесено село българи, власи, албанци и турци в Леринската каза на Битолския санджак с 331 къщи.
Цялото население е вярно на Цариградската патриаршия и според някои автори заедно със съседните гъркомански албано-влашки селища Бел камен и Лехово селото е крепост на гръцките андарти, воюващи срещу българските чети на ВМОРО. Според Милан Матов обаче Негован е село, което „симпатизира на българите и приема всички чети“.
Негованчанинът отец Кристо Неговани отваря в 1897 година албанско училище в Негован и прави опит за събуждане на албанско национално съзнание у съселяните си, но е убит на 12 или 13 февруари 1905 година от четата на Йоанис Пулакас по поръка на костурския владика Германос Каравангелис. При същото влизане в Негован Пулакас убива румънеещите се власи Г. Томаидис и поп Теодосий, както и българите Типо и Нико Влаха, племенник на Митре Влаха.
Секретарят на Българската екзархия Димитър Мишев („La Macédoine et sa Population Chrétienne“) дава почти двойно повече жители за 1905 година – 1080 албанци християни, 300 власи, 110 гърци и отбелязва и наличието на 96 българи патриаршисти.
Според гръцки данни в селото има 100 албанофонски патриаршистки семейства, 100 влахофонски патриаршистки и 50 румънеещи се семейства.

### В Гърция
През Балканската война в 1912 година селото е окупирано от гръцки части и остава в Гърция след Междусъюзническата война. По време на войната гърците убиват негованския свещеник Кирил. Боривое Милоевич пише в 1921 година („Южна Македония“), че Неговени има 110 къщи арнаути християни и 3 къщи власи християни. В 1928 година селото е прекръстено на Фламбурон, в превод „знаме“. В 1932 в Негован живеят 210 семейства, като повечето говорят албански, а малка част български и румънски. 44 от семействата са с „изявено румънско съзнание“. В 1945 селото има 1346 жители, всички с гръцко национално съзнание.
В 1987 година в Негован започва да излиза вестник „Фламбуриотика“.
Според изследване от 1993 година селото е чисто арванитско и „арванитският език“ в него е запазен на средно ниво.
В 1993 година сградата на Негованското училище е обявена за паметник на културата.
Църквите в Негован са „Успение Богородично“ (1861), „Животворящ източник“ (1900) и „Свети Козма“ (1975).
| Име             | Име        | Ново име             | Ново име               | Описание                       |
| --------------- | ---------- | -------------------- | ---------------------- | ------------------------------ |
| Радош           | Ραδόσι     | Синдагматарху Хондру | Συνταγματάρχου Χονδρού | хребет на ЮИ от Негован        |
| Цер             | Τσέρος     | Дримос               | Δρυμός                 |                                |
| Михов трап      | Μιχοτράπη  | Рема ту Миху         | Ρέμα τού Μίχου         |                                |
| Лабаново        | Λαμπάνοβον | Аналипсис            | Άνάληψις               | бивше село на СИ от Негован    |
| Негованска река | Νεγκοβάνης | Фламбуриотико        | Φλαμπουριώτικο         | река, десен приток на Сакулева |

### Преброявания
- 1913 – 1133 жители
- 1920 – 828 жители, 221 семейства
- 1928 – 975 жители
- 1951 – 1028 жители
- 1961 – 923 жители
- 1971 – 645 жители
- 1981 – 556 жители
- 2001 – 559 жители
- 2011 – 420 жители

## Личности
Родени в Негован
- Атанас Димитри, зограф от XIX век
- Васил Неговани (? – 1910), албански духовник
- Георги Димитри, зограф, брат на Атанас Димитри
- Георги Сидер, гръцки андартски капитан
- капитан дядо Георги Неговански, хайдутин и революционер
- Илияс Пинис, гръцки андартски капитан
- Кочи Дзодзе (1917 – 1949), албански политик
- Кристо Неговани (1875 – 1905), албански духовник, общественик, писател
- Михаил Дзодзе, албански публицист
- Никола Христов – Неговански (1885 – 1927), български революционер
- Николаос Пинопулос, гръцки андартски капитан
- Стоян Неговански (1909 – 1977), български революционер и гръцки партизанин
- Христодул (Христо) Георги, зограф, син на Георги Димитри

Починали в Негован
- Андонис Зоис (? – 1941), гръцки андартски капитан